# Arc (1903)
Arc – francuski niszczyciel z początku XX wieku, w służbie podczas I wojny światowej, typu Arquebuse. Nazwa oznacza łuk.
Podczas I wojny światowej służył od 1914 w składzie 2. Flotylli Okrętów Podwodnych, następnie w 7. i 8. Flotylli Niszczycieli na Morzu Śródziemnym. Został skreślony z listy floty 1 października 1920 roku.